# José Ribelles

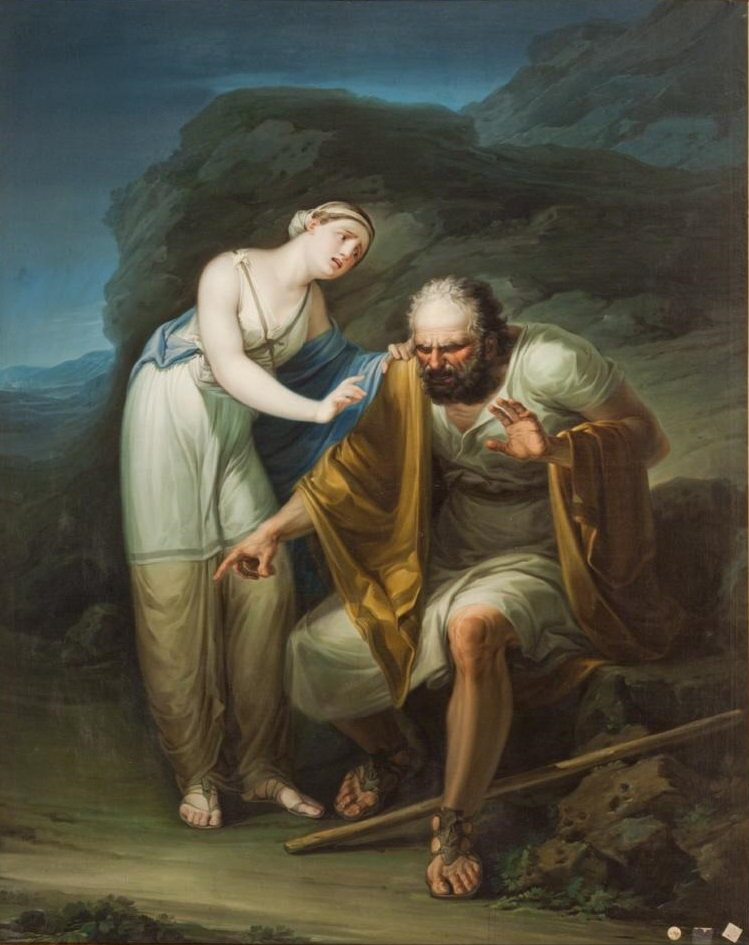
Edipo e Antigona, 210 x 167cm, Madrid, Real Academia de Bellas Artes de San Fernando.

José Ribelles y Helip o Felip (Valencia, 1778 – Madrid, 1835) è stato un pittore e incisore spagnolo.

## Biografia
È nato in Valencia, e educato con il suo padre, il pittore José Ribelles. Il suo stile era neoclassico e studiò nella Real Academia de Bellas Artes de San Carlos, dove ha conosciuto Vicente López Portaña. Arrivò a Madrid nel 1799 e diventò accademico della Real Academia de Bellas Artes de San Fernando nel 1818.
Sono stati attribuiti a lui i disegni delle incisioni di Tomás López Enguídanos che rappresentano la Rivolta del due di maggio 1818 a Madrid.